# Cupa Mitropa 1929
Ediția a III-a a Cupei Mitropa 1929 a adus o nouă față privin echipele participante ridicând astfel nivelul competiției europene. Ca urmare a performanțelor slabe ale cluburilor iugoslave și fondarea Seriei A în Italia, echipele iugoslave au fost înlocuite de către cluburile italiene în Ediția a III-a. Creșterea numărului de sud-americani cu cluburile italiene a condus la o îmbunătățire considerabilă în standardul lor de joc și a reprezentat un punct de atracție în celelalte țări participante.
Campioana en-titre, Ferencvaros TC Budapesta, ca și AC Sparta Praga nu s-a calificat în noul sezon al Cupei Mitropa. 
Finala din 1929 s-a desfășurat în dublă manșă,tur și retur, între echipele Ujpest TE Budapesta și SK Slavia Praga. Primul meci, jucat la Budapesta a fost câștigat de Ujpest cu scorul de 5-1. În returul dela Praga, Slavia nu a reușit decât să termine la egalitate, 2-2.
Golgheterul ediției a fost Ștefan Auer cu 10 reușite.

## Echipele participante pe națiuni
| Austria      | SK Rapid Viena First Vienna FC 1894                                              |
| Ungaria      | Ujpest TE Budapesta FC MTK Hungaria Budapesta                                    |
| Cehoslovacia | AC Sparta Praga SK Slavia Praga                                                  |
| Italia       | Genova 1893 Circolo del Calcio Juventus Torino AS Ambrosiana Milan Football Club |

La Ediția a III-a a cupei Mitropa Austria avea să participe cu Sk Rapid Viena (campioană pentru a noua oară) și cu First Vienna FC 1894 (deținătoarea Cupei Austrie în premieră).

Pentru Ungaria a participat campioana FC MTK Hungaria Budapesta (aflată la al 13-lea campionat) și deținătoarea locului 3, Ujpest TE Budapesta. Surprinzător este că Ferencvaros nu a participat, deși a încheiat campionatul pe locul secund. În acel sezon cupa nu s-a disputat. 
Similar s-a întâmplat în cazul cehoslovaciei. Sk Slavia Praga a participat din postura de campioană (al treilea titlu), iar AC Sparta Praga a fost deținătoarea locului 3. Este posibil ca vice-campioana Viktoria Zizkov să fi renunțat. 

În fine noutatea competiție o reprezintă echipe din Italia. Campioana Italiei a fost AGC Bologna, dar nu a participat. S-au înscris în comptiție 4 echipe - Genoa Cricket and Football Club, Juventus Torino, AS Ambrosiana, Milan Cricket and Football Club- în barajul privind acederea în sferturile Cupei Mitropa. Au mers mai departe Juventus și Genoa.

## Etape

### Sferturi
| Echipa 1        | General | Echipa 2                       | Prima manșă | A doua manșă |
| --------------- | ------- | ------------------------------ | ----------- | ------------ |
| Újpest FC       | 6 - 3   | Sparta Praga                   | 6 - 1       | 0 - 2        |
| MTK Hungária FC | 2 - 6   | First Vienna FC                | 1 - 4       | 1 - 2        |
| SK Rapid Viena  | 5 - 1   | Genova 1893 Circolo del Calcio | 5 - 1       | 0 - 0        |
| Juventus FC     | 1 - 3   | Slavia Praga                   | 1 - 0       | 0 - 3        |

### Semifinale
| Echipa 1        | General | Echipa 2       | Prima manșă | A doua manșă |
| --------------- | ------- | -------------- | ----------- | ------------ |
| First Vienna FC | 5 - 6   | Slavia Praga   | 3 - 2       | 2 - 4        |
| Újpest FC       | 4 - 4   | SK Rapid Viena | 2 - 1       | 2 - 3        |

Playoff-ul dintre Újpest FC și SK Rapid Viena s-a încheiat cu scorul de 3-1 pentru oaspeți.

### Finale
| Echipa 1  | General | Echipa 2     | Prima manșă | A doua manșă |
| --------- | ------- | ------------ | ----------- | ------------ |
| Újpest FC | 7 - 3   | Slavia Praga | 5 - 1       | 2 - 2        |

## Golgheterii ediției a III-a, Cupa Mitropa 1929
| Rang | Spieler             | Klub                 | Tore |
| ---- | ------------------- | -------------------- | ---- |
| 1    | Ștefan Auer         | Ujpest TE Budapesta  | 10   |
| 2    | Antonín Puč         | SK Slavia Praga      | 5    |
| 3    | Karl Gerhold        | First Vienna FC 1894 | 4    |
| 3    | Franz Weselik       | SK Rapid Viena       | 4    |
| 3    | František Junek     | SK Slavia Praga      | 4    |
| 3    | Gábor P. Szabó      | Ujpest TE Budapesta  | 4    |
| 7    | Leopold Giebisch    | First Vienna FC 1894 | 3    |
| 7    | Friedrich Gschweidl | First Vienna FC 1894 | 3    |